# 錫格德丘
71°21′S 7°38′E / 71.350°S 7.633°E
錫格德丘是南極洲的山丘，位於毛德皇后地的奧特平原北端，處於德里加爾斯基山脈西北面32公里，該山丘根據挪威探險隊的測量和拍攝的空中照片被繪入地圖。